# 志村健
志村健（日语：／ Shimura Ken */?，1950年2月20日—2020年3月29日），本名志村康德，日本男性喜劇演員，出身自東京都東村山市。因其在日本喜劇界的地位，獲許多後輩藝人稱為「日本喜劇王」、人稱「怪叔叔」。他於2019冠狀病毒病疫情期間染病身亡，是日本國內首名死於該疫病的公眾人物。

## 經歷

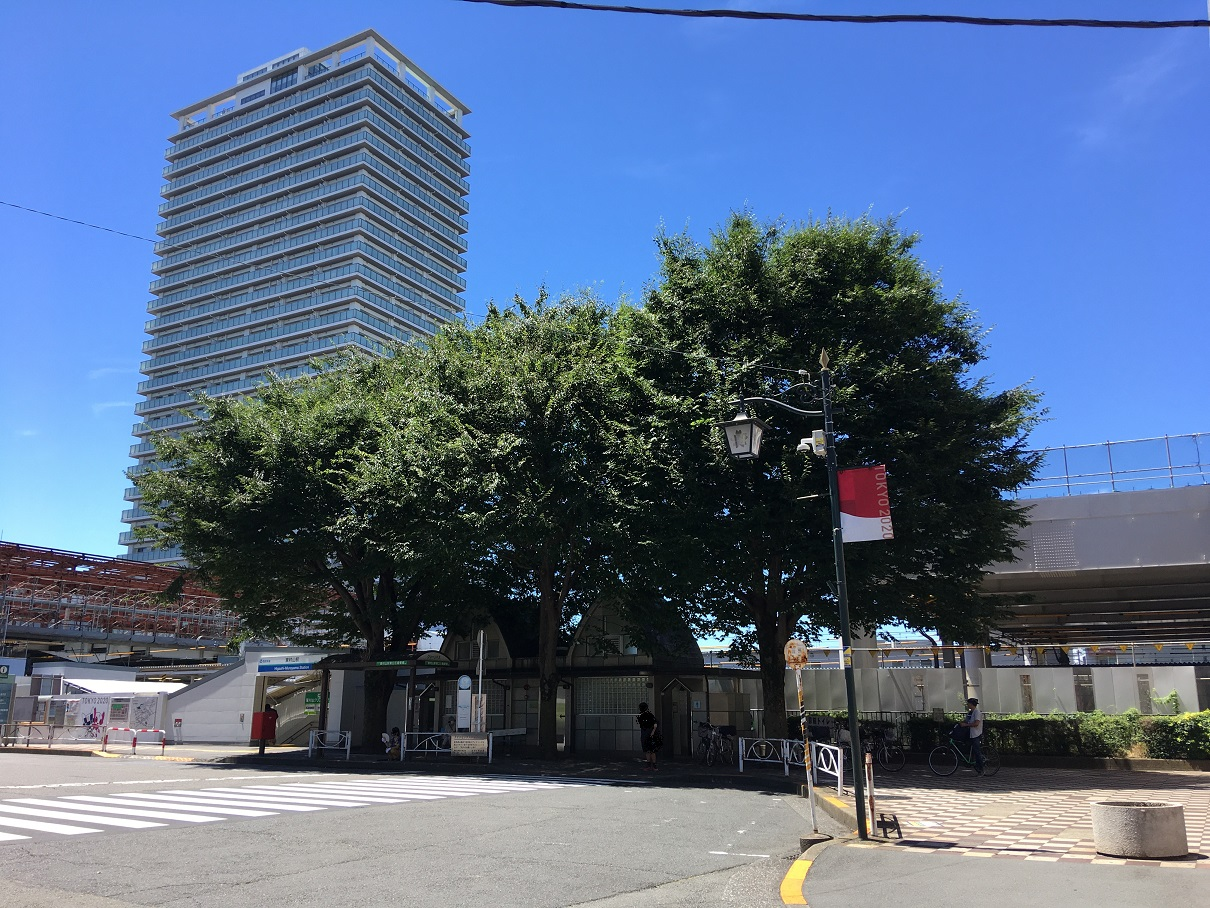
種植於志村健出生地東村山市，西武新宿線東村山駅前的三棵櫸木，被稱為志村健之樹

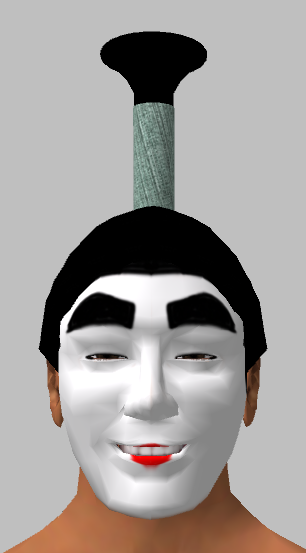
由志村健飾演的「笨蛋殿下」角色的妝容

在出道前，他曾經擔任過加藤茶的助理與食客。1973年12月以實習身分加入TBS電視台以組合漂流者主演的著名現場節目《八點！全員集合》取代因年紀大而離隊的荒井注，成為組員之一，並在1974年4月正式加入表演行列。雖身為晚輩，但由於突出的表演模式使得他成為節目中最受歡迎的演員。在《八點！全員集合》節目的〈東村山音頭〉單元中的突出表現，讓他獲得了東村山市的感謝狀。1977年開始參演同樣由漂流者主演的著名搞笑節目《漂流者大爆笑》。在《八點！全員集合》停播之後，1987年，富士電視臺開始播出以他本人為主的節目《志村大爆笑》，並獲得高收視率，同時在臺灣也頗有名氣。1996年曾有傳聞指他已經死亡，志村健特地開記者會出面澄清。志村健是日本最重要的演藝人員之一，是許多電視節目的主持人，同時也以「笨蛋殿下」的角色進行舞臺劇公演。在2001年第52回NHK紅白歌合戰與漂流者的其餘四位成員一起首次出場紅白，是他生前唯一一次登上紅白。

## 病逝
志村健是日本藝能界有名的吸菸者，2016年曾因肺炎住院治療，才從此戒菸，但是仍受到慢性阻塞性肺病困擾。2018年也曾因為酗酒導致肝硬化住院治療。2020年3月17日，志村健發病在自家療養。20日因身體不適被送到醫院就診，初診罹患重度肺炎，當日即住院治療。3月25日，由經紀公司證實感染严重急性呼吸系统综合征冠状病毒2，為日本24日17例新增病例中的其中一例。日本時間3月29日23時10分，志村健因病毒引发的肺炎，於東京都新宿區的国立国際医療研究中心病院內離世，享壽70歲。《笑笑小電影》官方twitter特此發表悼詞紀念。

## 主要出演節目
- 八點！全員集合
- 漂流者大爆笑（日语：ドリフ大爆笑）
- 志村健之笨蛋殿下（日语：志村けんのバカ殿様）
- 志村大爆笑
- 加藤茶志村健搞笑電視（日语：加トちゃんケンちゃんごきげんテレビ）
- 天才！志村動物園
- 愛的圍裙準來賓
- 男女糾察隊準來賓

### 電影
- 鐵道員
- 羅雷司（日語配音）

## 外部連結
- （日語）官方网站
- （日語）志村健-最新官方網站Blog
- （日語）志村健的Facebook專頁
- （日語）志村健的Instagram帳戶
- （日語）志村健的X（前Twitter）